# Marburgo
Marburgo (en alemán: Marburg, pronunciado /ˈmaʁˌbʊʁk, ˈmaːɐ̯ˌbʊʁk/ⓘ) es una ciudad del estado federado de Hesse, Alemania, en el valle del río Lahn, que atraviesa la ciudad. Desde el siglo XII es una ciudad libre y es por esta herencia medieval que junto a otras seis ciudades de Hesse tiene actualmente un estatuto especial. Es uno de los mayores empleadores y el factor económico más importante de la región. Tiene aproximadamente 80 000 habitantes.
Su universidad, fundada en 1527, es la más antigua de las universidades protestantes del mundo. La Universidad de Marburgo, conocida como Philipps-Universität, y su entorno constituye una de las seis "ciudades universitarias" de Alemania, junto a Friburgo, Gotinga, Heidelberg, Tubinga y Gießen. De ella han salido nueve premios Nobel. Alrededor del 10% de los 19 000 estudiantes en Marburgo provienen del extranjero.

## Historia

### Edad Media
Marburgo se desarrolló en la intersección de dos importantes calzadas medievales, una de este a oeste que conduce de Colonia a Praga y otra de norte a sur, del mar del Norte a los Alpes e Italia. En este lugar cruzaba la primera el río Lahn. El asentamiento estaba protegido por un castillo construido en el siglo IX o X por la dinastía de los Giso. Desde 1140 se tiene constancia de la ciudad, que figura en unas monedas de la época. De la dinastía de los Gisos pasó a los príncipes de Turingia, que residieron en el castillo de Wartburg, en  Eisenach.
En 1228 la landgravina (Landgraviato) viuda de Turingia, Isabel, radicó en la ciudad. Allí dedicó su vida a los enfermos, muriendo joven. En 1231, con solo 24 años se convirtió en una de las santas más eminentes de la cristiandad, conocida como Santa Isabel de Hungría. Fue canonizada en 1235.

## Política

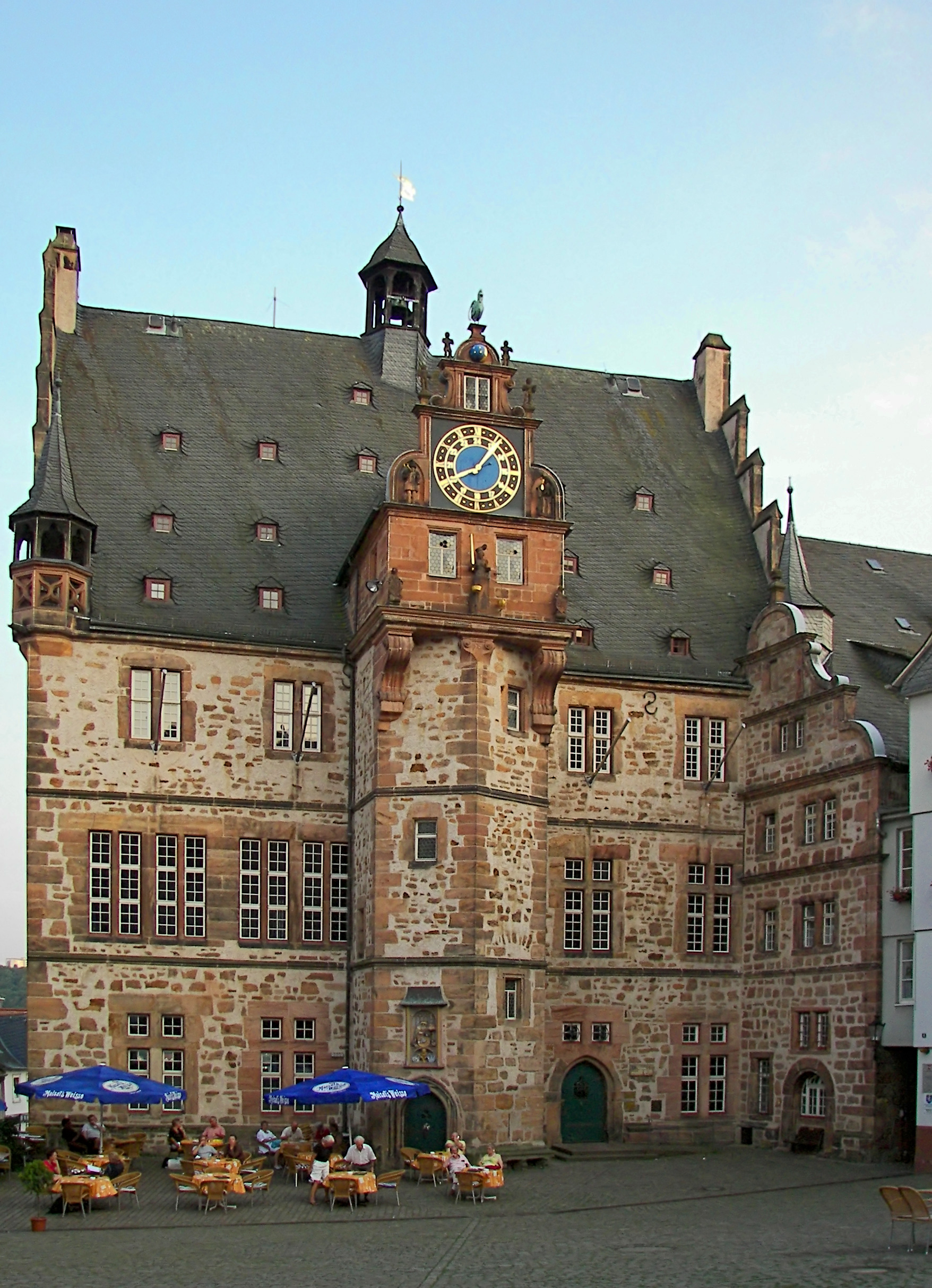
Ayuntamiento de Marburgo.

### Edad Moderna
Disputa de Marburgo
La disputa religiosa de Marburgo o coloquio de Marburgo (en alemán: Marburger Religionsgespräch) fue un debate que tuvo lugar del 1 al 4 de octubre de 1529 en el castillo de Marburgo en Hesse (Alemania).

### Edad Contemporánea
Discurso de Marburgo
El discurso de Marburgo (die Marburger Rede en alemán) fue una perorata que dio el vicecanciller alemán Franz von Papen en la Universidad de Marburgo el 17 de junio de 1934. Se dice que este discurso fue el último en Alemania en hacer propaganda contra el nazismo.
Von Papen, alentado por el presidente Paul von Hindenburg, habló públicamente sobre los excesos del régimen nazi, cuya subida al poder 17 meses antes, al ser nombrado Adolf Hitler canciller de Alemania, había sido no muy bien vista por von Papen. El discurso de Marburgo pedía el final del terror nazi y una segunda revolución dirigida contra la Sturmabteilung (SA) para volver a la dignidad de la libertad.
El discurso fue escrito por Edgar Julius Jung, un cercano ayudante de von Papen, con ayuda de Herbert von Bose, el secretario de von Papen, y Erich Klausener. Fue pronunciado en el Landgrafenhaus, un edificio neobarroco, de los años 20, de la universidad.
El discurso enfureció enormemente a Hitler, y el Ministro de Propaganda Joseph Goebbels intentó impedir la reunión. Enfadado por el bloqueo de la publicación del discurso, von Papen insistió y habló en nombre de Hindenburg amenazando con dimitir.
Marburgvirus
El Marburgvirus fue descrito por primera vez en 1967.

## Educación
La Universidad de Marburgo, (oficialmente en alemán: Philipps-Universität Marburg) es una universidad de Alemania fundada en 1527 por Felipe I de Hesse (habitualmente llamado el Magnánimo, aunque también se le conoce como el 'arrogante'), lo que la convierte en la primera y más antigua universidad protestante del mundo.
Fue la universidad principal del landgraviato de Hesse y se mantiene como universidad de carácter público de ese estado alemán. Cuenta actualmente con alrededor de 20,000 estudiantes y 7,500 empleados, lo cual hace de Marburgo, una ciudad con menos de 80,000 habitantes, la "ciudad universitaria" (Universitätsstadt) por antonomasia. Aunque la mayoría de los edificios se encuentran en la cercanía unos de otros, la Universidad de Marburgo no es una universidad que cuente con un campus.
Marburgo es la sede de una de las facultades de medicina más tradicionales de Alemania. La sociedad de médicos alemanes se denomina "Marburger Bund".

## Cultura

### Monumentos y lugares de interés

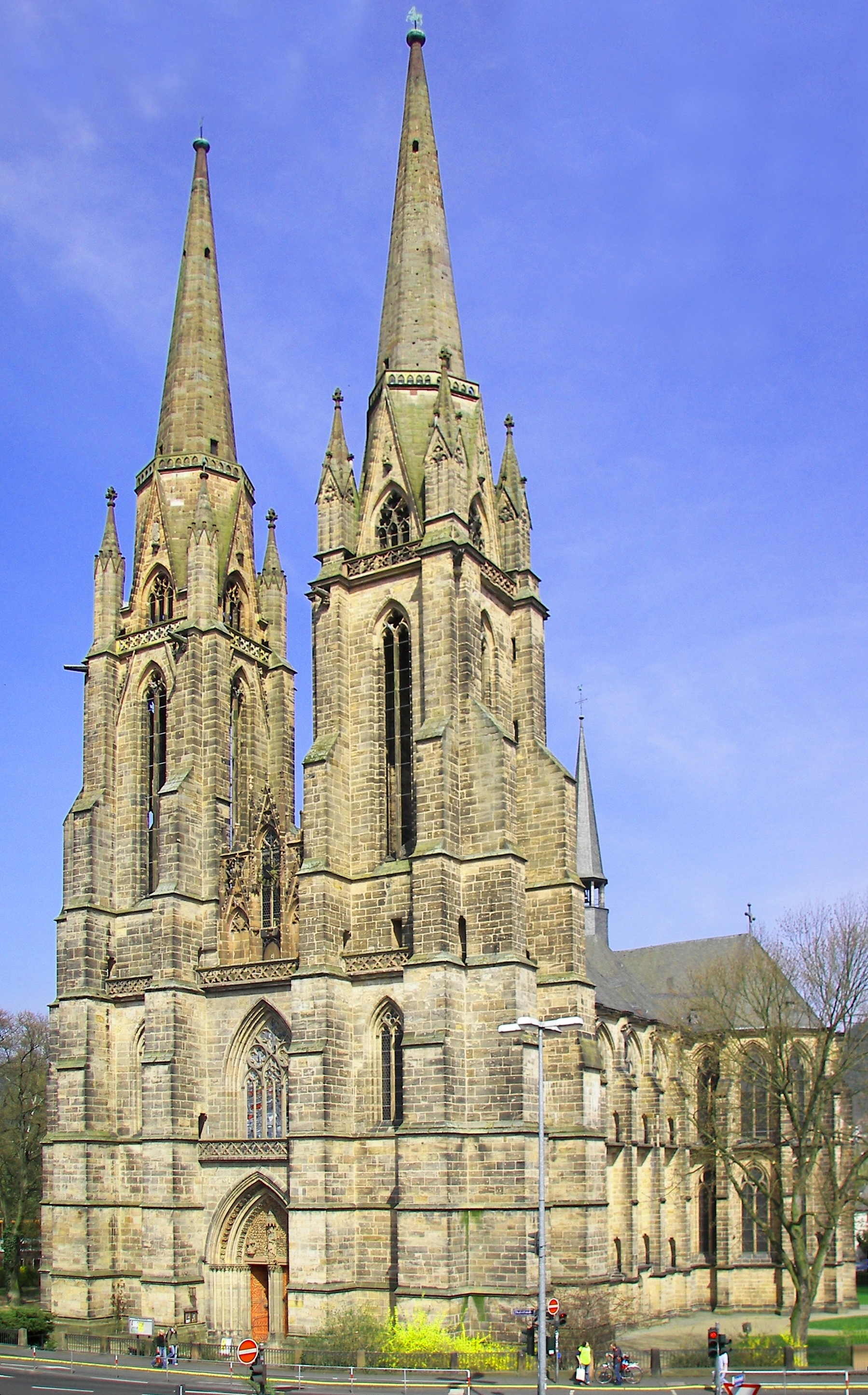
Iglesia de Santa Isabel.

Iglesia de Santa Isabel
La construcción empezó en el año 1235, el año en que Isabel fue canonizada, aprovechando la existente de la Capilla de San Francisco, primitivo sepulcro de la reina, ubicado en un brazo del actual transepto. Los restos de la antigua capilla no fueron demolidos probablemente, hasta 1245. Parece que maestros franceses acudieron a Alemania para levantar edificios tales como la iglesia de Santa Isabel, acudió con posterioridad mano de obra alemana, que difundió estos diseños. La iglesia se consagró en 1283, sin embargo las torres no fueron finalizadas hasta 1340. El templo era propiedad de la Orden Teutónica, y así todavía subsisten algunos edificios de la Orden en los alrededores de la iglesia, entre otros el Deutschhausgut, que actualmente alberga la colección de minerales y el departamento de geografía de la Universidad de Marburgo (Philipps-Universität Marburg). 
Antiguo jardín botánico
El Antiguo Jardín Botánico de Marburgo en alemán : Alter Botanischer Garten Marburg, también conocido como Alte Botanische Garten am Pilgrimstein, es un arboreto y jardín botánico históricos, de 3,6 hectáreas de extensión, administrado por la Universidad de Marburgo. 
Jardín botánico nuevo
El Jardín Botánico Nuevo de Marburgo en alemán : Neuer Botanischer Garten Marburg, también denominado como Botanischer Garten der Philipps-Universität Marburg es un jardín botánico de 20 hectáreas de extensión, administrado por la Universidad de Marburgo. 

## Deportes
- Marburg Mercenaries: es un equipo de fútbol americano de Marburgo, Hesse (Alemania).